# صعاليك ولكن شعراء (مسلسل)
صعاليك ولكن شعراء. مسلسل تلفزيوني مصري عن الشنفرى الأزدي إنتاج مركز دبي للأعمال الفنية إخراج: تيسير عبود وتأليف: طه شلبي. وبلد الإنتاج: الإمارات العربية المتحدة.